# 億光電子
億光電子（Everlight Electronics Co., Ltd.）是一家製造LED的臺灣光電公司，1983年成立於臺北市，2009年是世界上第七大LED公司， 至2016年晉升全球第五大廠，且2021年時全球市佔5%，與第四名Lumileds僅有0.1%之差。

## 歷史

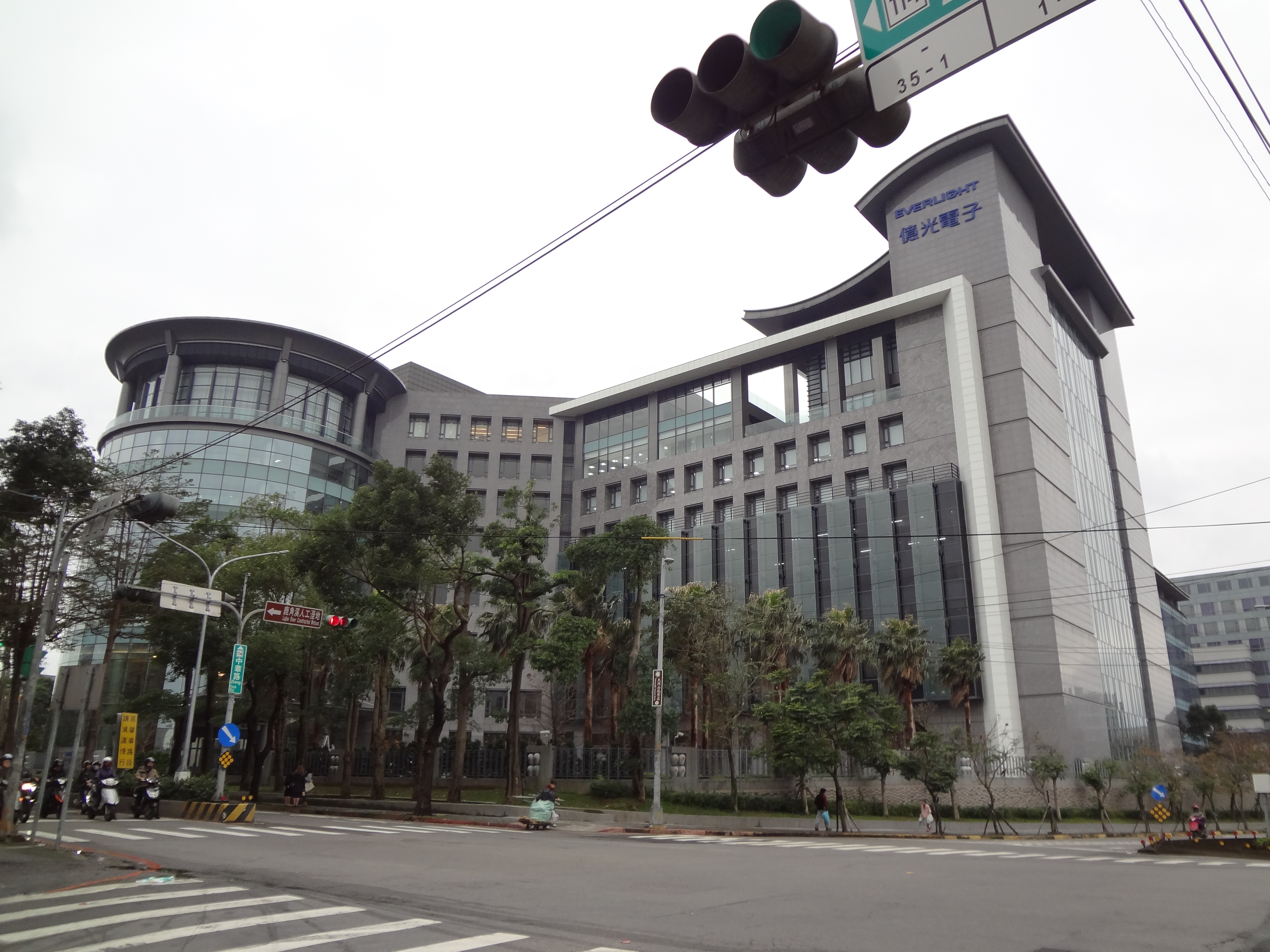
億光電子全球營運總部

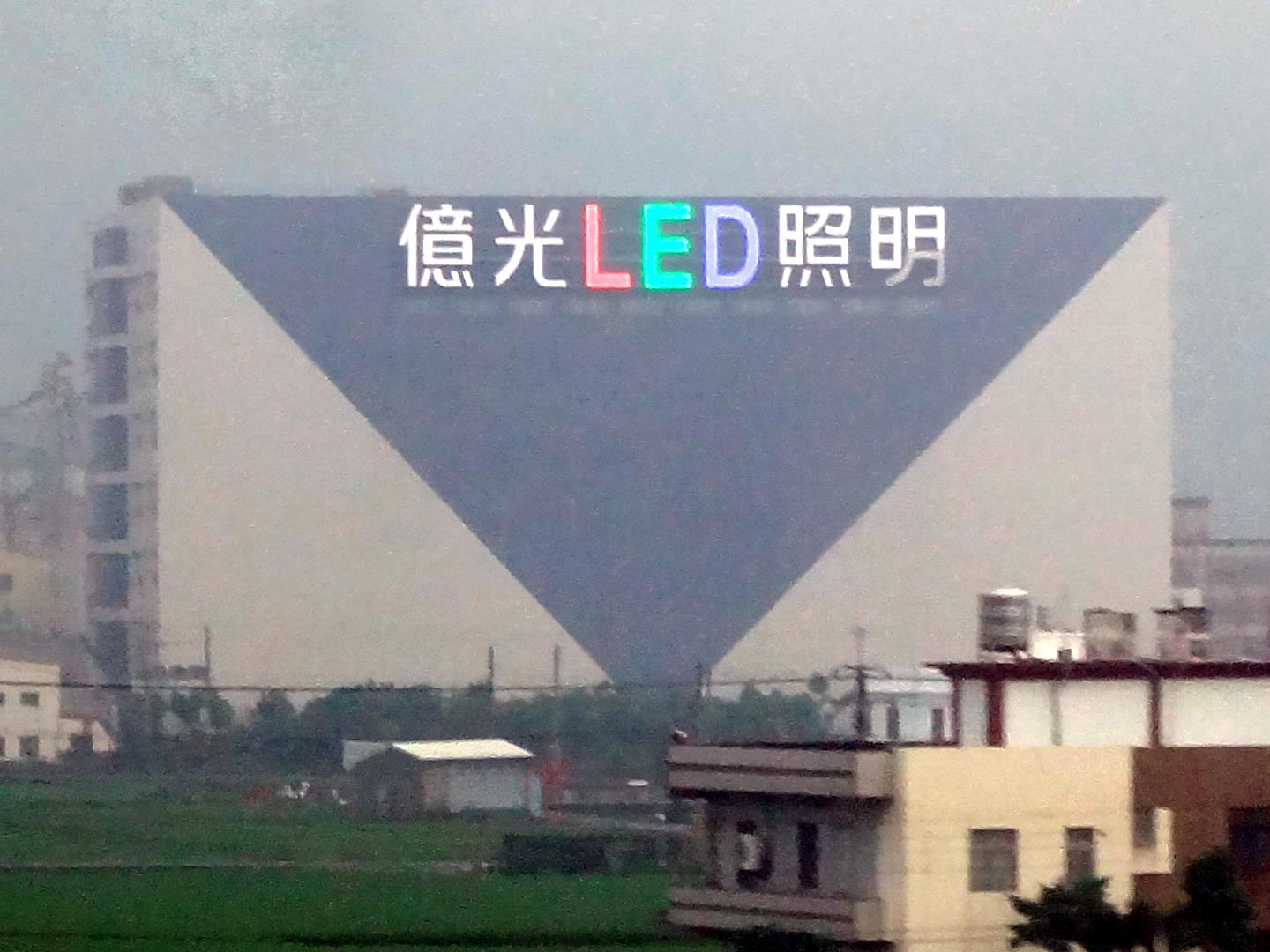
億光電子苑裡廠

億光電子是由叶寅夫在1983年5月28日成立，最早生產家電用的指示燈。2006年時，億光電子是台灣最大的發光二極體（LED）製造商，每月生產18.5億個LED，員工有四千多人。2007年時，億光電子40%的收益是來自手機上的背光LED，並且開始延伸到筆記型電腦及電視機的背光LED。
1989年，苗栗縣苑裡鎮億光電子苑裡廠成立。1991年，億光電子總部遷入新北市土城區中央路三段76巷25號。1999年11月4日，億光電子在臺灣證券交易所股票上市，股票代號2393。2008年，苗栗縣苑裡鎮玉田里億光電子苑裡廠新廠房落成（苗栗縣苑裡鎮玉田里6鄰國光巷35號），原本是希望能以高鐵打通北部到苑裡廠的交通，提高管理效率，但評估失誤，最終苗栗高鐵站並未建設在苑裡鄉。2011年，新北市樹林區億光電子全球營運總部落成啟用（新北市樹林區和平里19鄰中華路6之8號）。2012年，億光電子成立億光固態照明。
2015年，億光電子以約新台幣13億元取得錸德科技在苗栗縣銅鑼鄉中興工業區的土地和廠房。2016年8月25日，億光電子銅鑼廠完成設廠（苗栗縣銅鑼鄉中興路26號），總投資額約新台幣100億元。

## 外部連結
- 億光電子網站 （页面存档备份，存于）